# Винокуров, Михаил Васильевич
Михаил Васильевич Винокуров (5 [17] ноября 1890, Саранск — 25 апреля 1955, Москва) — специалист в области конструкций железнодорожных экипажей, динамического взаимодействия подвижного состава и пути, педагог и организатор новых направлений в транспортной науке, генерал-директор тяги II ранга, доктор технических наук, профессор.

## Биография
Михаил Васильевич Винокуров родился 5 (17) ноября 1890 года в многодетной семье мещан в городе Саранске Пензенской губернии (ныне Республика Мордовия). Отец — Василий Евлампиевич Винокуров (1851—1904), русский, работал приказчиком. Мать — Александра Степановна Галицкая (1865—1936), русская, домохозяйка.

### Образование
- 1909 год — окончил Пензенское реальное училище.

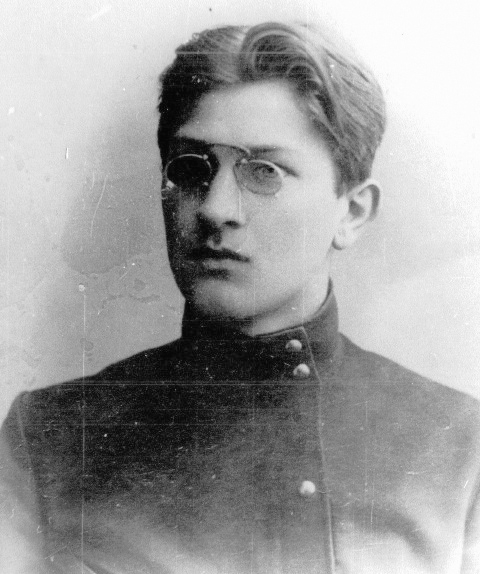
М. В. Винокуров во время учёбы в Пензенском реальном училище, около 1908 г.

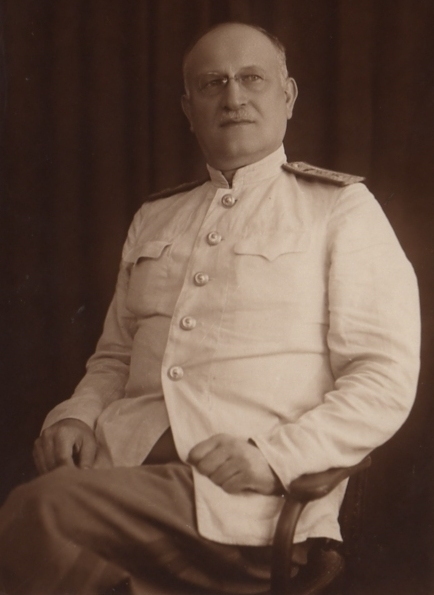
М. В. Винокуров, 1947 г.

- 1909—1914 годы — учился на механическом факультете Донского политехнического института (г. Новочеркасск), по окончании которого защитил дипломный проект по конструкции паровоза и получил диплом I-й степени на звание инженера-технолога.[2]

### Деятельность
- 1914—1915 годы — работал на Владикавказской железной дороге в должности помощника машиниста и поездного машиниста, полностью отбыв паровозный ценз, а затем инженером технического отдела Главных Ростовских мастерских.
- 1915—1916 годы — помощник начальника механического цеха Главных Ростовских мастерских.
- 1916 год — инженер-конструктор по разработке проектов нового оборудования (прессы, аккумуляторы, насосы, станки, печи) для изготовления трёх- и шести-дюймовых фугасных снарядов.
- 1918 год — начальник технического отдела и заведующий вагонными цехами Главных Ростовских мастерских.
- 1920 год — организовал школу ФЗУ при Главных Ростовских мастерских Северо-Кавказской железной дороги.
- 1922 год — заместитель начальника Ростовского паровозовагоноремонтного завода (бывшие Главные Ростовские мастерские Владикавказской железной дороги[3]).

В результате проведённых М. В. Винокуровым в 1922—1923 годах организационно-технических мероприятий по специализации работы бригад, внедрения графиков ремонта, простой паровозов снизился с 56 до 22 дней, а простой вагонов при постройке, восстановительном и капитальном ремонте понизился с 80 до 25 дней. В то же время, расход рабочей силы на восстановительный ремонт вагона уменьшился с 12000 чел/час до 7000 чел/часов.
Помимо работы на производстве, в период 1920—1934 годов Винокуров М. В. преподавал проектирование в Ростовском политехникуме путей сообщения по курсу паровозов и тяговому хозяйству, а также, читал лекции по паровозам, вагонам и двигателям внутреннего сгорания.
- 1926 год — избран членом Правления и проректором Донского политехнического института и старшим ассистентом по кафедре «Железнодорожного дела».
- 1927 год — работал по совместительству главным инженером Ростовского отделения треста «Тепло и сила».
- 1923—1928 годы — Винокуров М. В. был членом горсовета в г. Ростове-на-Дону.
- Сентябрь 1929 года — утверждён ГУС-ом Наркомпроса доцентом Донского Политехнического института по кафедре «Железнодорожное дело».
- Август 1929 года — назначен заместителем директора и проректором по учебной части вновь открытого Ростовского института инженеров железнодорожного транспорта[4], а также заведовал кафедрой «Подвижной состав желелезных дорог». За отличную организацию учебного процесса в Ростовском институте он был премирован золотыми часами и «Почётной грамотой» ВЦСПС.
- 1932 год — по распоряжению Наркома путей сообщения организовал филиал Центрального научно-исследовательского теплотехнического института[5], где был директором до 1 сентября 1934 года.
- Сентябрь 1934 года — перешёл на работу в Днепропетровский Транспортный институт им. Л. М. Кагановича[6], где заведовал кафедрой «Вагоны», был заместителем директора по учебной части и заведующим научно-исследовательским сектором.
- 1936 год — утверждён ВАК ВКВШ в учёной степени кандидата технических наук.
- 1934—1939 годы — был членом горсовета в г. Днепропетровске.
- Март 1939 год — Винокуров М. В. утверждён ВАК ВКВШ профессором по кафедре вагонов[7] и назначен членом научно-технического совета НКПС.[8]
- 1940 год — назначен директором Научно-исследовательского института паровозо-вагонного хозяйства и энергетики НКПС СССР.[9][10]
- 1942 год — после объединения всех отраслевых научно-исследовательских институтов в один Всесоюзный научно-исследовательский институт железнодорожного транспорта (ВНИИЖТ) назначен начальником отделения «Паровозо-вагонного хозяйства и энергетики».
- 1943 год — Винокурову М. В. присвоено звание генерал-директора тяги II ранга.[11]
- 1944—1955 годы — начальник отделения «Вагонного хозяйства» ВНИИЖТ.[12]
- 1945—1955 годы — член научно-технического совета НКПС (НТС НКПС).[13][14]
- 1945—1946 годы — назначен председателем междуведомственной комиссии по переделке вагонов метро на широкую колею.
- 1946 год — утверждён ВАКом МВО СССР в учёной степени доктора технических наук.[15]
- 1946—1947 годы — назначен председателем Правительственной комиссии по приёмке вагонов московского трамвая.[16]
- 1946—1955 годы — член Технического Совета Министерства Транспортного Машиностроения.[17]
- 1946—1955 годы — утверждён заведующим кафедрой «Вагонов и вагоно-литейного хозяйства» в МИИТе (Московский электромеханический институт инженеров железнодорожного транспорта).
- 1947—1955 годы — Винокуров М. В. назначен членом Учёного Совета Академии железнодорожного транспорта.
- 1948—1955 годы — назначен членом методической комиссии ГУУЗа Министерства путей сообщения и ответственным редактором всех учебников, выпускаемых Трансжелдориздатом по вагонным специальностям.

Профессор М. В. Винокуров умер 25 апреля 1955. Похоронен на 25 участке Введенского кладбища в Москве.

#### Научная деятельность
- Изобретения: прессы, станки, топки.
- Проектные работы: воздушные компрессоры, станки, гидравлические и пневматические аккумуляторы, переделки газогенераторных двигателей на жидкое топливо, паровые машины, мостовые и линейные краны, заводские печи (мартены, обжигательные), пародутьевые топки, система вентиляции цехов, вагоны разных типов, цистерны, спецпоезда (бани, ремонтные поезда, водокачки, дезинфекторы, бронепоезда), градирни, котельные установки, теплоэлектроцентрали, холодильники, чугунно-литейные и механические заводы.

Научно-исследовательская, инженерная и педагогическая деятельность профессора М. В. Винокурова имеют разностороннюю направленность. Инженерная деятельность М. В. Винокурова с 1915 года в роли начальника технического отдела, главного инженера Главных Ростовских железнодорожных мастерских (впоследствии реорганизованных в паровозовагоноремонтного завода им. В. И. Ленина) по ремонту и модернизации паровозов и вагонов, проектирование теплотехнических и силовых установок, станков, компрессоров и другого заводского оборудования, проектирование и монтаж учебных лабораторий с 1920 года дополняется педагогической работой по курсам паровозов и тяговому хозяйству в Ростовском Политехникуме Путей Сообщения (впоследствии переименованном в Ростовский государственный университет путей сообщения) и с 1926 года в Донском политехническом институте по кафедре «Железнодорожное дело». Разработанные М. В. Винокуровым в этот период теплотехнические установки и топки паровозов с приспособлениями для использования жидкого и низкосортного твёрдого топлива нашли широкое распространение на железнодорожном транспорте. Спроектированные и построенные под руководством М. В. Винокурова котельные установки в пятидесяти основных и оборотных депо Закавказской, Среднеазиатской, Ташкентской и Оренбургской ж. д., теплоцентрали завода «Ростсельмаш», Новороссийской ГРЭС, на табачной фабрике в г. Ростове-на-Дону, станция Тихорецкая Северо-Кавказской ж. д. и другие эксплуатируются до настоящего времени. Также действуют до настоящего времени отремонтированные и построенные под руководством М. В. Винокурова лаборатории тепловых двигателей, сварочная, прикладной механики, чугунно-сталелитейный и механический завод Ростовского института инженеров железнодорожного транспорта, вагоны-лаборатории по испытанию тормозов и динамометрии.

## Публикации и книги
- Печатные труды: курс паровозов, научная организация труда, динамика, колебания и устойчивость вагонов, топочное оборудование, выносные топки, конструирование, эксплуатация, экономика и ремонт всевозможных типов вагонов, повышение экономичности паровозов.

В 1925 году М. В. Винокуров написал «Теоретический курс паровозов» для студентов ж.д. техникумов, который содержал в себе много нового материала по усовершенствованию системы топки, теории теплопередачи, динамики и кинематики паровозов, явившегося в большой части результатом собственных исследований и разработок М. В. Винокурова.
По мнению М. В. Винокурова: «Проблема опасных скоростей, приводящих к сходу с рельсов подвижного состава, и динамического воздействия подвижного состава на верхнее строение пути является одной из наиболее трудных, но актуальных задач прикладной механики». В 1936 году им была защищена кандидатская диссертация, посвящённая исследованию колебаний и устойчивости вагонов.
В 1939 году М. В. Винокуровым опубликован капитальный труд «Исследование колебаний и устойчивости вагонов» (Труды ДИИТа, выпуск XII, 1939, 19 п.л.), явившийся первым серьёзным вкладом в эту важную и сложную область транспортной механики.
В этой работе дано строгое изложение методов аналитической механики применительно к исследованиям свободных и вынужденных колебаний грузовых и пассажирских вагонов, разработаны методы определения динамической устойчивости вагонов при их движении в поезде, указаны пути согласования параметров, повышающих плавность хода вагонов с требованиями необходимой динамической устойчивости. Этот труд М. В. Винокурова является основной базой усовершенствования ходовых качеств новых вагонов советского грузового и пассажирского парка и положил начало чтения курса лекций в железнодорожных ВТУЗах по динамике вагонов.
В дальнейшей своей научно-исследовательской деятельности М. В. Винокуров работал над рядом конкретных вопросов динамики вагонов и усовершенствования топочных устройств паровозов. Им выполнено и частично опубликовано большое количество работ по выбору рессорного подвешивания пассажирских вагонов, влиянию трения в рессорах на совместные колебания кузова вагона, теоретическим основаниям выбора характеристик рессорного подвешивания для вагонов с несимметричной нагрузкой, анализу причин аварийности некоторых видов подвижного состава, и в частности, четырёхосных угольных хопперов, по выбору типов новых вагонов и многие другие. Особые заслуги М. В. Винокурова в области создания теплотехнических расчётов пассажирских вагонов создали ему славу крупного специалиста в этой области.
По вопросам динамики вагонов М. В. Винокуровым написана в 1945 г. докторская диссертация «Основные динамические характеристики вагонов», в которой подведён итог исследованиям в этой области М. В. Винокуровым, отработаны методы динамического расчёта вагонов, на основании которых, а также по данным экспериментальных исследований, оценены достоинства и недостатки отечественных вагонов и установлены пути дальнейшего их усовершенствования. Результаты исследований, вошедших в докторскую диссертационную работу, нашли достойное признание научных работников железнодорожного транспорта и широкое внедрение в практике научных исследований и проектирования новых вагонных конструкций.
В результате многолетней плодотворной научно-исследовательской и педагогической деятельности М. В. Винокурова, вокруг него создался и вырос большой коллектив научных работников в области теоретических и экспериментальных исследований подвижного состава. По существу М. В. Винокуров стоит во главе созданной им научной школы советских вагонников и учителем многих советских паровозников.
Обобщение всех достижений по исследованиям прочности, динамики и теплотехники вагонов нашло своё выражение в выпущенном в 1949 г.
капитальном труде «Вагоны» (Государственное Транспортное Железнодорожное Издательство, 1949 г., 612 стр.), написанном М. В. Винокуровым с участием ряда его учеников. Книга «Вагоны» неоднократно переиздавалась и была переведена на несколько иностранных языков.
Этот труд является не только учебником по вагонам для транспортных ВТУЗов, но также и повседневным руководством в практической деятельности научных работников и заводских конструкторов-вагонников. За короткий отрезок времени книга «Вагоны» получила самые лестные отзывы специалистов, одобрена коллегией Министерства путей сообщения и представлена на соискание Сталинской премии.
Профессор М. В. Винокуров также является автором седьмого тома «Технического справочника железнодорожника» в 13 томах — том 7 «Локомотивное и вагонное хозяйство» М. Железнодорожное изд. 1953, 568 стр.

## Оценка профессиональной и научной деятельности другими учёными
Академик Сергей Петрович Сыромятников так охарактеризовал Михаила Васильевича Винокурова:
Мы привыкли думать, что инженер с такой необычайной широтой диапазона деятельности в наше время немыслим, при этом необычайном прогрессе науки и техники, свидетелями которого мы являемся в течение последних десятилетий: это бурное развитие науки и техники невольно приводит к доминирующему типу инженера «узкой специальности».
Пример М.В. ВИНОКУРОВА блестяще опровергает этот взгляд. Ясно, что такое блестящее выдвижение даром не дается. Оно является следствием, во-первых, высокой личной одаренности человека, а, во-вторых, его прекрасной общей подготовленности в области математики, физики и технической культуры. Эти качества, накопленные упорным трудом всей жизни, и присущи в высокой степени д-ру М.В. ВИНОКУРОВУ, инженеру в полном и самом лучшем значении этого слова.

## Награды
- Орден Ленина (1953).[19]
- Орден Трудового Красного Знамени (1945).[20]
- Медаль «За трудовую доблесть» (1936).[21]
- Медаль «За доблестный труд в Великой Отечественной войне» (1945).[22]
- Медаль «В память 800-летия Москвы» (1948)[23]
- Железнодорожный нагрудный знак «Ударник сталинского призыва» (1936).[24]
- Два нагрудных знака «Почётный железнодорожник» (1940, 1945).[25]
- Нагрудный знак «Отличный паровозник» (1944).[26][27][28][29]